# Kōta Yoshihara
Kōta Yoshihara (jap. 吉原 宏太, Yoshihara Kōta; * 2. Februar 1978 in Fujiidera, Präfektur Osaka) ist ein ehemaliger japanischer Fußballspieler.

## Nationalmannschaft
1999 debütierte Yoshihara für die japanische Fußballnationalmannschaft. Mit der japanischen Nationalmannschaft qualifizierte er sich für die Copa América 1999.

## Errungene Titel
- J. League: 2005